# Leónidas van Gelderen
Leónidas van Gelderen (Concepción, Tucumán, 1915 - San Miguel de Tucumán, Tucumán, 27 de junio de 2004) fue un futbolista argentino que se desempeñaba como delantero.
Leónidas fue el nieto del educador Adolfo van Gelderen.

## Trayectoria

### Atlético Tucumán
Nacido en Concepción, van Gelderen llegó a la capital tucumana para jugar en Atlético Tucumán en 1933. En 1935 se coronó campeón tucumano, de forma invicta, en ese torneo ganó los dos clásicos, uno por 6 a 0 y el otro 1 a 0. Además en ese equipo formó delantera con Santiago Michal y Donato Penella. En 1937 obtuvo el segundo título anual con el decano y en 1938 se consagró campeón, obteniendo el bicampeonato. En 1942 llegaría a la última fecha empatando en puntos con All Boys y en su último partido contra Tucumán Central dio vuelta el resultado, marcando el gol que liquidó el encuentro. Se retiró del fútbol en 1945.
Van Gelderen marcó 75 goles, en 235 partidos disputados con la camiseta de Atlético Tucumán, llegando a ser el jugador con más partidos en el decano, por más de 30 años, cuando fue superado por Francisco Ruíz. Leónidas es también el segundo máximo goleador histórico del Clásico Tucumano, por parte de Atlético.

## Clubes
| Club             | País      |
| ---------------- | --------- |
| Atlético Tucumán | Argentina |

## Palmarés
| Título        | Equipo           | País      | Año  |
| ------------- | ---------------- | --------- | ---- |
| Liga Tucumana | Atlético Tucumán | Argentina | 1935 |
| Liga Tucumana | Atlético Tucumán | Argentina | 1937 |
| Liga Tucumana | Atlético Tucumán | Argentina | 1938 |
| Liga Tucumana | Atlético Tucumán | Argentina | 1942 |